# Irina Gevorgyan
Irina Gevorgyan   (Taixkent, 18 de gener de 1990) és una jugadora d'escacs uzbeka.

## Joventut
Irina Semenova va néixer a Taixkent el 18 de gener de 1990. Va començar a aprendre a jugar als escacs a sis anys. El seu primer entrenador va treballar a la secció d'escacs de l'escola núm. 171, Andreyan Abdullaevich Mirzaahmedov. El 2006, es va graduar a l'escola com a núm. 60 de Taixkent. El 2010, va completar la seva formació a la Universitat Estatal d'Economia de Tashkent. Després d'acabar els seus estudis universitaris, Irina va treballar com a entrenadora d'escacs en una escola esportiva de Taixkent durant diversos anys. A partir de 2014, fou directora de relacions internacionals de la Federació d'Escacs d'Uzbekistan. El 2019, Irina Gevorgyan es va casar i va adoptar el nom de la família Semenova.

## Trajectòria
El 2004 va participar en el seu primer torneig internacional d'escacs.
L'any 2008, a la 38a Olimpíada d'escacs celebrada a Dresden, Alemanya, va formar part de l'equip femení d'Uzbekistan. Va competir al costat de Nafisa Muminova, Nodira Nodirjanova, Olga Sobirova i Hulkar Toxirjanova. L'equip d'Uzbekistan va tenir un rendiment moderat, assegurant-se el 22è lloc de la classificació general. Gevorgyan va jugar nou partits, en va guanyar quatre i va empatar-ne un. En la classificació individual final, va aconseguir la 34a posició.
El 2012, a la 40a Olimpíada d'escacs a Istanbul, Turquia, Irina Gevorgyan va tornar a representar Uzbekistan a l'equip femení. Va jugar deu partits, en va guanyar tres i en va empatar quatre. En el rànquing individual final, va aconseguir el 41è lloc.
L'octubre de 2013, Irina Gevorgyan, juntament amb l'equip d'Uzbekistan, va guanyar la Copa de l'Àsia central d'escacs.
Durant la 41a Olimpíada d'escacs celebrada a Tromsø, Noruega, l'any 2014, va formar part de l'equip femení d'Uzbekistan. Va jugar nou partits, en va guanyar cinc i en va empatar dos. A la classificació individual final, va aconseguir la 23a posició.
El 2015, va guanyar una medalla de plata al Campionat d'Escacs d'Uzbekistan.
El 2016, a la 42a Olimpíada d'escacs celebrada a Bakú, Azerbaidjan, Irina Gevorgyan va representar Uzbekistan a l'equip femení. Va jugar nou partits, en va guanyar quatre i empatar tres. En el rànquing individual final, va aconseguir el 20è lloc. El mateix any, va guanyar una medalla d'or al festival internacional d'escacs "Batumi Municipality Cup-2016" a Batumi, Geòrgia.
El 2018, a la 43a Olimpíada d'escacs celebrada a Batumi, Geòrgia, Irina Gevorgyan va formar part de l'equip femení d'Uzbekistan. Va jugar deu partits, en va guanyar quatre i en va empatar cinc. L'equip femení d'Uzbekistan s'ha assegurat el 17è lloc de la classificació general.
El 2020, Irina Semenova va concloure la seva carrera.

## Assoliments
Assoliments als escacs:
- Màster FIDE femení entre dones (2006)[1]
- Woman International Master (WIM) (2015)[1]
- Gran mestre femení (2019)[1]
- FIDE Arbiter (2016)[1]
- Àrbitre Internacional de la FIDE (2019).[1]